# Wilbury Twist
«Wilbury Twist» es una canción del supergrupo Traveling Wilburys, publicada en el álbum de estudio Traveling Wilburys Vol. 3. La canción fue también publicada como segundo sencillo promocional del álbum, después de «She's My Baby», aunque no entró en ninguna lista de éxitos. 
El video musical original incluyó varios cameos de varias celebridades contemporáneas. En el DVD que acompañó a la caja recopilatoria The Traveling Wilburys Collection, incluyó solo unas pocas escenas introductorias con John Candy y Eric Idle.

## Lista de canciones
Todas las canciones escritas y compuestas por Traveling Wilburys. 
| Sencillo en 7" |                                |          |  |
| N.º            | Título                         | Duración |  |
| 1.             | «Wilbury Twist»                |          |  |
| 2.             | «New Blue Moon» (Instrumental) |          |  |

| Sencillo en 12" y CD |                                |          |  |
| N.º                  | Título                         | Duración |  |
| 1.                   | «Wilbury Twist»                |          |  |
| 2.                   | «New Blue Moon» (Instrumental) |          |  |
| 3.                   | «Cool Dry Place»               |          |  |